# Gewog di Nangkor
Il gewog di Nangkor è uno degli otto raggruppamenti di villaggi del distretto di Zhemgang, nella regione Meridionale, in Bhutan.